# Правдюк, Виктор Сергеевич
Ви́ктор Серге́евич Правдю́к — российский режиссёр документальных фильмов и телепрограмм, журналист, историк, публицист. С 1997 по 2012 год являлся главным редактором телевидения и радиовещания студии «Культура» ГТРК «Санкт-Петербург».
Известность получил после создания 96-серийного фильма о Второй мировой войне «Вторая мировая — день за днём», затем последовал фильм о Первой мировой войне «Великая и забытая», «Дело Иосифа Сталина» об Иосифе Сталине, «Семья У» о Владимире Ленине.

## Биография
Виктор Правдюк родился 25 декабря 1941 года в Севастополе. До 17 лет жил в Крыму. В 1967 году окончил Санкт-Петербургский государственный университет (факультет журналистики). В настоящий момент проживает и работает в Санкт-Петербурге.
За годы работы Виктор Правдюк снял примерно три тысячи телепрограмм и документальных фильмов. В основном работает в жанре публицистического исследования.

## Семья
- Жена Татьяна Емельянова, филолог, переводчик.
- Сын Антон Правдюк, кинооператор.
- Сын Сергей Правдюк, кинооператор
- Внучка Дарья Правдюк, международник-латиноамериканист.

## Избранная фильмография
- 2000 — Эпоха Дмитрия Лихачёва, рассказанная им самим
- 2002 — Александр Блок как символ гибели
- 2002 — Террор в отдельно взятом городе
- 2005 — Вторая мировая война: день за днём
- 2007 — Преодоление хаоса. Лев Гумилёв
- 2007 — Тайна гостиницы «Англетер»
- 2008 — Диктаторы. Франсиско Франко
- 2008 — Охота на волков
- 2008 — Чёрная оттепель Никиты Хрущёва
- 2008 — Семья У.
- 2009 — Диктаторы. Бенито Муссолини
- 2010 — Первая мировая война. Великая и забытая
- 2012 — Дело Иосифа Сталина
- 2012 — Наш Савва
- 2014 — Зимняя война
- 2014 — Полководцы Великой войны
- 2015 — История одного стихотворения
- 2015 — Сергей Есенин. Последний поэт
- 2016 — Рассказы о Викторе Астафьеве
- 2017 — Александр Великий